# Wagmostaw
Wagmostaw, dawna Dolina Luizy – dwa sztuczne zbiorniki wodne spiętrzone niegdyś na potrzeby młynu wodnego, zasilane przez przepływający tamtędy potok Gęśnik, wraz z przyległym do nich obszarem na terenie Zielonej Góry, na osiedlu Dolina Zielona.
W drugiej połowie XVIII w. został wybudowany tu młyn Semmlera. Pracował on przez półtora wieku. Potem młyn ten był wykorzystywany na różne sposoby.  W dniu 24 lipca 1887 r. nowy właściciel tego obiektu Hermann Schulz otworzył w nieczynnym młynie restaurację, którą nazwał "Doliną Luizy" (Luisental) na  cześć królowej Luizy Pruskiej, żony Fryderyka Wilhelma III. Potem dobudował do niej kolejno muszlę koncertową, salę taneczną, kręgielnię, letnią restaurację wzdłuż brzegów jeziorka, altankę na wodzie, pomosty. W roku 1896 na mniejszym stawie został otwarty basen kąpielowy, który stał się popularnym kąpieliskiem dla mieszkańców. Na większym stawie można było pływać łódką i kajakiem.
Dalszą rozbudową Doliny Luizy zajął się zielonogórski przemysłowiec, właściciel i twórca późniejszego Zastalu Georg Beuchelt. Po II wojnie światowej kompleksowi temu nadano nazwę "Wagmostaw" - ośrodek rekreacyjny należał do Zastalu i działał do roku 1957. Potem okolice stawu popadły w ruinę, a strumyk zwany Gęśnikiem zamienił się w ściek. Zamknięto kąpielisko, a po pożarze również restaurację, która została wyburzona i teren wyrównano i posiano na niej trawę i drzewa.
W 2013 dzięki wkładowi miasta oraz środkom pozyskanym z funduszy unijnych "Wagmostaw" wrócił do dawnej świetności. Oczyszczono z mułu oraz osuszono dwa zbiorniki wodne. Na jednym z nich założono fontannę i usypano wyspę połączoną z lądem kładkami.  Założono place zabaw i gier. Dla kaczek przygotowane specjalną wyspę lęgową. Cały teren otoczony jest siecią ścieżek spacerowych, obok jest mini siłownia i wybieg dla psów.